# Езмонд (Северна Дакота)
Езмонд (енгл. Esmond) град је у америчкој савезној држави Северна Дакота.

## Демографија
По попису из 2010. године број становника је 100, што је 59 (-37,1%) становника мање него 2000. године.
| Група             | 2000.       | 2010.      |
| Белци             | 150 (94,3%) | 99 (99,0%) |
| Афроамериканци    | 0 (0,0%)    | 0 (0,0%)   |
| Азијати           | 0 (0,0%)    | 0 (0,0%)   |
| Хиспаноамериканци | 3 (1,9%)    | 0 (0,0%)   |
| Укупно            | 159         | 100        |